# Sivurtjaure
Sivurtjaure är en sjö i Arjeplogs kommun i Lappland och ingår i Umeälvens huvudavrinningsområde. Sjön har en area på 0,169 kvadratkilometer och ligger 779,3 meter över havet. Sivurtjaure ligger i Tjålmejaure Natura 2000-område.

## Delavrinningsområde
Sivurtjaure ingår i det delavrinningsområde (734402-151901) som SMHI kallar för Ovan 734407-152266. Medelhöjden är 997 meter över havet och ytan är 17,26 kvadratkilometer. Det finns inga avrinningsområden uppströms utan avrinningsområdet är högsta punkten. Dellikälven (Vuorejukke) som avvattnar avrinningsområdet har biflödesordning 4, vilket innebär att vattnet flödar genom totalt 4 vattendrag innan det når havet efter 445 kilometer. Avrinningsområdet består mestadels av kalfjäll (98 procent). Avrinningsområdet har 0,31 kvadratkilometer vattenytor vilket ger det en sjöprocent på 1,8 procent.